# 响石岭街道
响石岭街道，中华人民共和国湖南省株洲市石峰区下属的一个街道，因境内响石岭山而得名。

## 建制沿革
- 1969年，设响石岭街道，属株洲市北区；
- 1997年，改属石峰区；
- 2005年，原白马乡的清水、响石、先锋、新桥、霞湾、长石、建设7个村划入。

## 行政区划
响石岭街道下辖11个社区、2个村委会：
- 金盆岭社区、白石港社区、李家冲社区、杉木塘社区、万泥塘社区、先锋社区、响石岭社区、杨古老社区、新建村社区、云峰阁社区、石峰头社区
- 响石村、先锋村